# Fritz Ligges
Fritz Ligges, né le 29 juillet 1938 à Unna (ou Asseln (de)[réf. nécessaire]) et mort le 21 mai 1996 à Ascheberg, est un cavalier de concours complet et saut d’obstacles allemand.

## Biographie
Né dans une famille d'agriculteurs, son père élève des chevaux de trait et quelques poneys. Fritz apprend donc très tôt à monter des poneys. Durant sa scolarité, il apprend l'agriculture pour reprendre l'établissement de son père. Mais il arrête après deux ans pour se consacrer à l'équitation.
En 1959, après avoir remporté quelques concours régionaux, il est invité par la sélection olympique allemande à Warendorf sous la direction entre autres de Hans Günter Winkler. Ligges choisit alors de se spécialiser dans le concours complet. En 1960, il parvient à se qualifier mais n'est pas retenu dans la sélection au profit de cavaliers plus expérimentés. En 1961 et 1962, il devient champion d'Allemagne de concours complet.
Afin de préparer au mieux les Jeux Olympiques de 1964, il s'installe à Warendorf deux ans auparavant. Il obtient la qualification et est retenu, même si Föhn, son meilleur cheval, se blesse. Avec son second cheval Donkosak, il remporte les médailles de bronze du concours complet en individuel et par équipe. Après les Jeux, il choisit de se réorienter vers le saut d'obstacles.
À partir de 1967, il passe de plus en plus de temps comme entraîneur. En 1968, il épouse Ulrike Lauterjung, avec qui il a deux fils.
Pour les Jeux olympiques de 1972 de Munich, il se qualifie et est retenu pour faire partie de la sélection. Alors que lui et son cheval Robin sont estimés comme le couple le plus faible des quatre allemands, il finit comme le meilleur. Avec Hans Günter Winkler, Gerd Wiltfang et Hartwig Steenken, il enlève la médaille d'or par équipe. Peu après les Jeux, Robin se casse la jambe et doit être euthanasié. C'est l'une des raisons pour lesquelles Ligges se tourne vers la formation des chevaux et des cavaliers comme le Suisse Markus Fuchs. Il revend la ferme familiale pour monter son propre haras.
Il se qualifie pour de derniers Jeux olympiques en 1984 et gagne la médaille de bronze par équipe.
En 1986, il arrête sa carrière de cavalier et devient le sélectionneur des équipes junior et des jeunes cavaliers. Il remportera un total de 34 médailles jusqu'en 1996. De plus, il fait partie de l'association de promotion du Westphalien.
Fritz Ligges meurt le 21 mai 1996 d'une crise cardiaque. En 2010, une rue d'Asseln, devenu un quartier de Dortmund, est baptisée en son honneur.

## Palmarès

### Jeux olympiques
- Jeux olympiques de 1964 à Tokyo ( Japon) :
  -  Médaille de bronze en individuel de concours complet.
  -  Médaille de bronze par équipe de concours complet.
- Jeux olympiques de 1972 à Munich ( Allemagne) :
  -  Médaille d'or par équipe de saut d'obstacles.
  - 8e place en individuel.
- Jeux olympiques de 1984 à Los Angeles ( États-Unis) :
  -  Médaille de bronze par équipe de saut d'obstacles.

### Championnat d'Allemagne de concours complet
- Champion d'Allemagne en 1961 et 1962.